# イエスの幼少時代

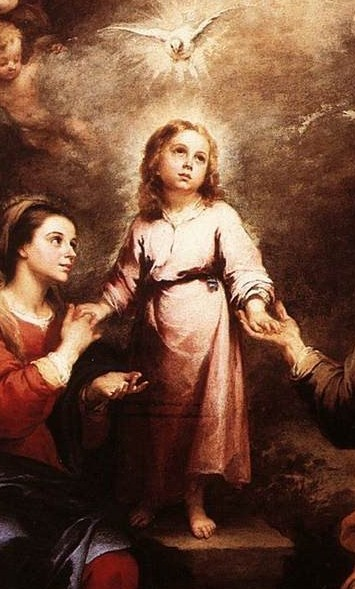
バルトロメ・エステバン・ムリーリョによる幼少の頃のイエス

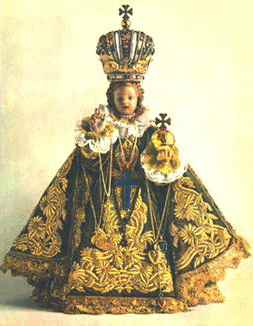
プラハのイエス像教会にある幼少の頃のイエス像

イエスの幼少時代（イエスのようしょうじだい）は、ルカによる福音書2章41節から52節に書かれているイエス・キリストの幼年時代。

## 聖書の記述の要約
通常ユダヤ人の男子は13歳でバル・ミツバを行い、宗教的に大人の仲間入りが認められる。その準備は12歳から始まる。男子の義務は過越の祭りと七週の祭り、仮庵の祭をエルサレムで守ることであった。
特に重要であるのが過越の祭りで、巡礼者たちはエルサレムへ行って、最低2日間滞在することを義務付けられていた。12歳になったイエスは、両親と一緒にエルサレムへ巡礼した。一家は義務を果たして帰路につくが、両親は途中でイエスがいないのに気づき、エルサレムまで戻った。3日後に、両親はエルサレムの神殿で、ラビたちと語り合っているイエスを見つけた。その聖書理解に学者たちが舌を巻いた。両親はどうしてこんなことをしたのかと尋ねた。しかしイエスは、どうして自分を探したのかと逆に両親に問うた。
ルカが記録しているこの出来事は、イエスが旧約聖書の知識をあらかじめ獲得していたことを示している。

## トマス福音書におけるイエスの幼少時代の記述
一般的に外典とされているトマスによる福音書には、正典よりも多くイエスの幼少期の記述がある。
ルカ福音書は、その誕生物語の最後に、神殿における12歳のイエスの物語を、イエスの少年時代のエピソードとして叙述している。ここでは誕生物語と12歳のイエスの物語との間は全く空白であり、ルカはそれを「幼な子は成長し、知恵に満ちて力強くなり、神の恵みがいつもその上にあった。」（2.40、2.52）という句で埋めている。トマスによるイエスの幼時物語は、この空白を埋める形となっている。それは5歳から12歳までのイエスの物語であって（5歳＝2章、6歳＝11章、8歳＝12章、12歳＝19章）、ルカ福音書と同じ神殿における12歳のイエスの物語で終わっている。
『トマスによる福音書』には倫理的な判断力を養えない発達段階で奇跡を起こす力を生得的に与えられ、自らの奇跡を行う能力をコントロールする術を知らず感情の赴くままその力を無邪気に駆使して些細なことに対して隣人に腹を立て復讐したり(懲罰奇跡)、またはその逆に自分の霊的な力を使って不幸な隣人の命を救う(治癒奇跡)幼少時代のイエスのエピソードが記されている。

前者については例えば幼少期のイエスが水の流れをせき止るために堰を作ったが、律法学者アンナスの息子が悪戯に柳の枝を使って、堰を壊して水を流してしまう。このことに腹を立てたイエスは少年に向かって「目の前の木のようになるだろう」と言うと、その言葉どうりに少年は木のように立ち枯れして死んでしまった。またある日イエスが村を歩いていると、走ってきた子供がたまたかイエスの肩にぶつかってしまったことにイエスは腹を立て、「もうこれ以上進むことはないだろう」と言うと、少年は倒れ込んで死んでしまった。少年の両親がヨセフに苦情を述べるとその人たちに対しても復讐している。

その一方後者については、ある時イエスの友達が屋根から落ちて死んでしまった。このことについて村人はイエスの所為だと考えたが、この時はイエスは奇跡を起こして少年を生き返らせている。この他イエスの友人の少年が斧で薪を割っている時に誤って足に大怪我を負って出血多量で多量で死んでしまうがこのときもイエスは奇跡を起こして少年を生き返らせている。

この時代のイエスに関するエピソードが他の福音書には見られない事実から、それらにおいては布教上望ましくないと判断された部分を意図的に削除されている可能性が指摘されている
。
参考までに第1章と第2章と第6章と第13章、第19章（終章）を載せる。
第1章
わたし、イスラエル人トーマスは、異邦人から成るすべての兄弟に、わたしたちの主イエス・キリストの幼年時代と、彼がわたしたちの地で生まれて行なったすべての大いなる業を知らせる必要があると考える。その始めは次のようであった。
。
第2章
この少年イエスが五歳の時であった。雨が降って流れの浅瀬で遊んでいた折、流れる水を穴に集め、即座に清くしてしまった。しかも言葉で命じただけであった。
また柔らかい粘土をこね、それで一二羽の雀の形作った。これを作ったのは安息日の時のことであった。そしてほかのたくさんの子供たちが一緒に遊んでいた。
するとあるユダヤ人が、イエスが安息日に遊びながらしたことを見て、すぐに行って彼の父ヨセフに告げた。「ごらんなさい、あなたの子供は小川のほとりにいて、泥を取って一二羽の鳥を作り、安息日を汚した。」
そこでヨセフはその場所へ来て、それを見、大声をあげて言った。「何故安息日にしてはならないことをする。」するとイエスは手を打ってその雀に叫んで言った。「行け」。そうすると雀は羽を広げ、鳴きながら飛んで行ってしまった。
そしてユダヤ人たちはそれを見て驚き、行って長上の人たちに、彼らが見た通りに、イエスのなしたことを物語った。

第6章
さて、ザッカイという名の教師が何かの折にそこに居合わせ、イエスがこんなことを父親に言っているのを聞いて、子供なのにそんな口をきくので大変驚いた。
それで数日後ヨセフに近寄って言った。「あなたは賢い子を持っている。知性があります。さあ字を習わせにこの子をわたしのところに寄越しなさい。そうすればわたしが字と一緒にあらゆる知識を授け、またすべての年寄りに挨拶し、その人たちを先祖や父親のごとく敬い、また同年輩の者をも愛することを教えましょう」。
そしてすべての文字をアルファからオメガまで正確に吟味しながらはっきりと言ってみせた。しかしイエスは教師ザッカイをみつめて言った。「あなたはアルファの本性をも知らないのに、どうしてほかの者にベーターを教えるのですか。偽善者よ、もし知っているならまず第一にアルファを教えなさい。そうすればベーターについてもあなたを信じましょう」。それから教師に最初の文字について質問を始めたが、教師は彼に答えることが出来なかった。
それから沢山の人が聞いている前でザッカイに言った。「先生、第一の文字の構成秩序について聞きなさい。そして次の点に注意なさい。斜めの線と真中の線があるが、それはごらんのように一緒になる線を横切っていて、一点に集まり、上にあがり、輪舞してまた分岐する。アルファは三部の同種の同じ長さの線を持っている」。

第13章
彼の父は大工で、そのころは鋤や軛を作っていた。ある金持から彼に寝台を作るよう注文があった。しかし一枚の板がその反対側の板より短くて、ヨセフが何をしたらいいかわからないでいると、少年イエスがその父親[ヨセフ]に言った。「二枚の木を下に置いてまん中からみて一方を同じにあわせて下さい」。
それでヨセフは少年が言う通りにした。するとイエスはほかの端に立ち、短い方の木を掴み、それを引き伸ばし、他方と同じ長さにした。その父ヨセフはこれを見て驚き、子供を抱いて口づけして言った。「わたしは幸いだ、神様がこんな子をわたしに下さったのだから」。

第19章
さて彼が一二歳だった時、両親は慣習に従って、巡礼の人々と一緒に過越の祭りにエルサレムへ行った。そして過越の祭りの後、家に向かって帰途についた。するとその途上で少年イエスはエルサレムに上って行った。それでも両親はイエスが巡礼の人々の中にいると思っていた。
彼らは一日の道中をしてから、親戚の間でイエスを探したが見つからないので、悲しんで、探しながらもう一度町に戻った。そして三日目に、彼が神殿で教師たちの間に座って耳を傾けたり質問したりしているのを見出した。みなが注意を向けて、どうして子供でありながら律法の要点や予言者たちの比喩を解釈し、長老たちや民の教師たちの口をつぐませたりできるのか驚いていた。
そこで母マリアが近寄って言った。「どうしてわたしたちにこんなことをしたのですか。子よ、ごらんなさい、心配してあなたを探していたのですよ」。そこでイエスは言った。「何故わたしを探すのですか。わたしが必ず父のところにいることがわからないのですか」。
それで律法学者とパリサイ人たちは言った。「あなたはこの少年の母ですか」。彼女が、「わたしがそうです」と言うと、彼女に言った。「あなたは女の中で幸せな方。神があなたの胎の実を祝福されたのです。本当にこのような尊厳と徳と知恵とをいまだかつて見たことも聞いたこともありません」。
そしてイエスは立って母に従って行き、その両親に服従していた。しかし母親はすべての出来事を心にとめておいた。そしてイエスには知恵も年齢も恵みも増していった。世々に彼に栄光あれかし。アーメン。